# Свамико (Висконсин)
Свамико (енгл. Suamico) град је у америчкој савезној држави Висконсин.

## Демографија
По попису из 2010. године број становника је 11.346.
| Група             | 2000.    | 2010.          |
| Белци             | 0 (0,0%) | 10.992 (96,9%) |
| Афроамериканци    | 0 (0,0%) | 30 (0,3%)      |
| Азијати           | 0 (0,0%) | 71 (0,6%)      |
| Хиспаноамериканци | 0 (0,0%) | 112 (1,0%)     |
| Укупно            | 0        | 11.346         |